# Atletica leggera ai Giochi della XXXIII Olimpiade - 400 metri ostacoli femminili
Ai Giochi della XXXIII Olimpiade la competizione dei  400 metri ostacoli femminili si è svolta nei giorni 4, 5, 6 e 8 agosto 2024 presso lo Stade de France di Parigi.

## Presenze ed assenze delle campionesse in carica
| Competizione         | Atleta             | Prestazione | Parigi 2024  |
| -------------------- | ------------------ | ----------- | ------------ |
| Olimpiadi 2020       | Sydney McLaughlin  | 51"46       | Presente     |
| Africani 2022        | Zenéy van der Walt | 56”00       | Presente     |
| Commonwealth 2022    | Janieve Russell    | 54”14       | Presente     |
| Asiatici 2023        | Robyn Brown        | 57”50       | Non qual.    |
| Panamericani 2023    | Gianna Woodruff    | 56”44       | Presente     |
| Mondiali 2023        | Femke Bol          | 51"70       | Presente     |
| Europei 2024         | Femke Bol          | 52"49       | Presente     |
|                      |                    |             |              |
| Mondiali junior 2022 | Akala Garrett      | 56”16       | 7ª ai Trials |

## Risultati
La competizione ha subito una modifica con l'introduzione di una fase di ripescaggio. Nel primo turno si disputano sei batterie, con le prime tre classificate di ogni batteria (Q) ed i tre migliori tempi delle escluse che accedono alle semifinali. Tutte le altre vanno al turno di ripescaggio (tranne coloro che non hanno finito la gara o sono state squalificate).

Il turno di ripescaggio si compone di tre batterie. Accedono alle semifinali le prime due classificate di ciascuna serie (Q). 

Riassumendo: per fare 24 semifinaliste, 18 provengono dalle batterie e le altre 6 dai ripescaggi.

Nelle tre semifinali, le prime due classificate di ciascuna delle tre serie e i due tempi più veloci accedono alla finale.

### Batterie

#### Batteria 1
| Pos. | Corsia | Atleta                 | Nazionalità | Tempo | Note |
| ---- | ------ | ---------------------- | ----------- | ----- | ---- |
| 1    | 7      | Rushell Clayton        | Giamaica    | 54"32 | Q    |
| 2    | 3      | Fatoumata Binta Diallo | Portogallo  | 54"75 | Q    |
| 3    | 5      | Amalie Iuel            | Norvegia    | 54"82 | Q    |
| 4    | 8      | Cathelijn Peeters      | Paesi Bassi | 54"84 | q    |
| 5    | 9      | Naomi Van den Broeck   | Belgio      | 55"81 |      |
| 6    | 6      | Rebecca Sartori        | Italia      | 55"81 |      |
| 7    | 4      | Chayenne da Silva      | Brasile     | 56"52 |      |
|      | 2      | Kemi Adekoya           | Bahrein     | dns   |      |

#### Batteria 2
| Pos. | Corsia | Atleta              | Nazionalità | Tempo | Note                                     |
| ---- | ------ | ------------------- | ----------- | ----- | ---------------------------------------- |
| 1    | 5      | Jasmine Jones       | Stati Uniti | 53"60 | Q                                        |
| 2    | 9      | Rogail Joseph       | Sudafrica   | 54"46 | Q                                        |
| 3    | 3      | Savannah Sutherland | Canada      | 54"80 | Q                                        |
| 4    | 2      | Paulien Couckuyt    | Belgio      | 54"90 | q                                        |
| 5    | 8      | Gianna Woodruff     | Panama      | 54"94 | Miglior prestazione personale stagionale |
| 6    | 7      | Ayomide Folorunso   | Italia      | 55"03 |                                          |
| 7    | 6      | Shana Grebo         | Francia     | 56"70 |                                          |
| 8    | 4      | Carolina Krafzik    | Germania    | 58"49 |                                          |

#### Batteria 3
| Pos. | Corsia | Atleta           | Nazionalità   | Tempo | Note             |
| ---- | ------ | ---------------- | ------------- | ----- | ---------------- |
| 1    | 4      | Femke Bol        | Paesi Bassi   | 53"38 | Q                |
| 2    | 8      | Shiann Salmon    | Giamaica      | 53"95 | Q                |
| 3    | 3      | Zenéy Geldenhuys | Sudafrica     | 54"73 | Q                |
| 4    | 6      | Anna Rîjîkova    | Ucraina       | 55"13 |                  |
| 5    | 5      | Jessie Knight    | Gran Bretagna | 55"39 |                  |
| 6    | 2      | Jiadie Mo        | Cina          | 55"43 |                  |
| 7    | 9      | Alanah Yukich    | Australia     | 55"46 |                  |
| 8    | 7      | Linda Angounou   | Camerun       | 55"69 | Record nazionale |

#### Batteria 4
| Pos. | Corsia | Atleta           | Nazionalità   | Tempo | Note |
| ---- | ------ | ---------------- | ------------- | ----- | ---- |
| 1    | 8      | Anna Cockrell    | Stati Uniti   | 53"91 | Q    |
| 2    | 7      | Lina Nielsen     | Gran Bretagna | 54"65 | Q    |
| 3    | 4      | Janieve Russell  | Giamaica      | 54"67 | Q    |
| 4    | 9      | Hanne Claes      | Belgio        | 54"80 | q    |
| 5    | 5      | Nikoleta Jíchová | Rep. Ceca     | 55"45 |      |
| 6    | 3      | Grace Claxton    | Porto Rico    | 56"29 |      |
| 7    | 2      | Viivi Lehikoinen | Finlandia     | 56"67 |      |
| 8    | 6      | Lauren Hoffman   | Filippine     | 57"84 |      |

#### Batteria 5
| Pos. | Corsia | Atleta                    | Nazionalità | Tempo | Note                                     |
| ---- | ------ | ------------------------- | ----------- | ----- | ---------------------------------------- |
| 1    | 3      | Sydney McLaughlin-Levrone | Stati Uniti | 53"60 | Q                                        |
| 2    | 4      | Noura Ennadi              | Marocco     | 55"26 | Q                                        |
| 3    | 5      | Louise Maraval            | Francia     | 55"32 | Q                                        |
| 4    | 6      | Yasmin Giger              | Svizzera    | 55"44 |                                          |
| 5    | 2      | Alice Muraro              | Italia      | 55"62 |                                          |
| 6    | 7      | Sarah Carli               | Australia   | 55"92 |                                          |
| 7    | 8      | Line Kloster              | Norvegia    | 57"69 |                                          |
| 8    | 9      | Viktoria Tkaciuk          | Ucraina     | 58"10 | Miglior prestazione personale stagionale |

### Ripescaggi
Si qualificano alla finale le prime due classificate di ogni semifinale (Q)

#### Ripescaggio 1
| Pos. | Corsia | Atleta               | Nazionalità | Tempo | Note |
| ---- | ------ | -------------------- | ----------- | ----- | ---- |
| 1    | 4      | Ayomide Folorunso    | Italia      | 55"07 | Q    |
| 2    | 7      | Naomi Van den Broeck | Belgio      | 55"11 | Q    |
| 2    | 3      | Alanah Yukich        | Australia   | 55"11 | Q    |
| 4    | 6      | Grace Claxton        | Porto Rico  | 55"94 |      |
| 5    | 5      | Line Kloster         | Norvegia    | 56"73 |      |
| 6    | 2      | Viivi Lehikoinen     | Finlandia   | 58"04 |      |
| 7    | 8      | Viktoria Tkaciuk     | Ucraina     | 59"40 |      |

1. ↑  Naomi Van den Broeck e Alanah Yukich segnano lo stesso tempo con lo stesso tempo di reazione. Entrambe vengono ammesse alle semifinali.

#### Ripescaggio 2
| Pos. | Corsia | Atleta            | Nazionalità   | Tempo | Note |
| ---- | ------ | ----------------- | ------------- | ----- | ---- |
| 1    | 5      | Jiadie Mo         | Cina          | 54"75 | Q    |
| 2    | 3      | Jessie Knight     | Gran Bretagna | 55"10 | Q    |
| 3    | 2      | Gianna Woodruff   | Panama        | 55"10 |      |
| 4    | 6      | Nikoleta Jíchová  | Rep. Ceca     | 55"31 |      |
| 5    | 7      | Rebecca Sartori   | Italia        | 55"44 |      |
| 6    | 4      | Carolina Krafzik  | Germania      | 56"02 |      |
| 7    | 8      | Chayenne da Silva | Brasile       | 56"56 |      |

#### Ripescaggio 3
| Pos. | Corsia | Atleta         | Nazionalità | Tempo | Note             |
| ---- | ------ | -------------- | ----------- | ----- | ---------------- |
| 1    | 7      | Shana Grebo    | Francia     | 54"91 | Q                |
| 2    | 8      | Anna Rîjîkova  | Ucraina     | 54"95 | Q =              |
| 3    | 2      | Linda Angounou | Camerun     | 55"09 | Record nazionale |
| 4    | 4      | Sarah Carli    | Australia   | 55"12 |                  |
| 5    | 3      | Yasmin Giger   | Svizzera    | 55"18 |                  |
| 6    | 6      | Alice Muraro   | Italia      | 55"48 |                  |
| 7    | 5      | Lauren Hoffman | Filippine   | 58"28 |                  |

### Semifinali
Si qualificano per la finale le prime due di ogni semifinale (Q) e le successive atlete con i 2 migliori tempi (q).

#### Semifinale 1
| Pos. | Corsia | Atleta               | Nazionalità   | Tempo   | Note                          |
| ---- | ------ | -------------------- | ------------- | ------- | ----------------------------- |
| 1    | 5      | Rushell Clayton      | Giamaica      | 53"00   | Q                             |
| 2    | 7      | Jasmine Jones        | Stati Uniti   | 53"83   | Q                             |
| 3    | 8      | Zenéy Geldenhuys     | Sudafrica     | 53"90   | Miglior prestazione personale |
| 4    | 3      | Shana Grebo          | Francia       | 54"84   |                               |
| 5    | 4      | Amalie Iuel          | Norvegia      | 54"88   |                               |
| 6    | 2      | Naomi Van den Broeck | Belgio        | 54"94   |                               |
| 7    | 9      | Cathelijn Peeters    | Paesi Bassi   | 55"20   |                               |
| 8    | 6      | Lina Nielsen         | Gran Bretagna | 1'31”22 |                               |

#### Semifinale 2
| Pos. | Corsia | Atleta                    | Nazionalità | Tempo | Note                          |
| ---- | ------ | ------------------------- | ----------- | ----- | ----------------------------- |
| 1    | 7      | Sydney McLaughlin-Levrone | Stati Uniti | 52"13 | Q                             |
| 2    | 4      | Louise Maraval            | Francia     | 53"83 | Q                             |
| 3    | 5      | Rogail Joseph             | Sudafrica   | 54"12 | Miglior prestazione personale |
| 4    | 6      | Janieve Russell           | Giamaica    | 54"65 |                               |
| 5    | 3      | Ayomide Folorunso         | Italia      | 54"92 |                               |
| 6    | 8      | Fatoumata Binta Diallo    | Portogallo  | 54"93 |                               |
| 7    | 2      | Anna Rîjîkova             | Ucraina     | 55"65 |                               |
| 8    | 9      | Hanne Claes               | Belgio      | 55"96 |                               |

#### Semifinale 3
| Pos. | Corsia | Atleta              | Nazionalità   | Tempo | Note                                     |
| ---- | ------ | ------------------- | ------------- | ----- | ---------------------------------------- |
| 1    | 6      | Femke Bol           | Paesi Bassi   | 52"57 | Q                                        |
| 2    | 7      | Anna Cockrell       | Stati Uniti   | 52"90 | Q                                        |
| 3    | 5      | Shiann Salmon       | Giamaica      | 53"13 | q                                        |
| 4    | 4      | Savannah Sutherland | Canada        | 53"80 | q                                        |
| 5    | 9      | Paulien Couckuyt    | Belgio        | 54"64 | Miglior prestazione personale stagionale |
| 6    | 3      | Jessie Knight       | Gran Bretagna | 54"90 |                                          |
| 7    | 1      | Alanah Yukich       | Australia     | 55"49 |                                          |
| 8    | 8      | Noura Ennadi        | Marocco       | 55"50 |                                          |
| 9    | 2      | Jiadie Mo           | Cina          | 55"63 |                                          |

### Finale

Video della Finale

| Pos. | Corsia | Atleta                    | Nazionalità | Tempo | Note                          |
| ---- | ------ | ------------------------- | ----------- | ----- | ----------------------------- |
|      | 5      | Sydney McLaughlin-Levrone | Stati Uniti | 50"37 | Record mondiale               |
|      | 7      | Anna Cockrell             | Stati Uniti | 51"87 | Miglior prestazione personale |
|      | 6      | Femke Bol                 | Paesi Bassi | 52"15 |                               |
| 4    | 9      | Jasmine Jones             | Stati Uniti | 52"29 | Miglior prestazione personale |
| 5    | 8      | Rushell Clayton           | Giamaica    | 52"68 |                               |
| 6    | 2      | Shiann Salmon             | Giamaica    | 53"29 |                               |
| 7    | 3      | Savannah Sutherland       | Canada      | 53"88 |                               |
| 8    | 4      | Louise Maraval            | Francia     | 54"53 |                               |